# Paracornulum
Paracornulum is een geslacht van sponsdieren uit de klasse van de Demospongiae (gewone sponzen).

## Soorten
- Paracornulum coherens Lévi, 1963
- Paracornulum dubium (Hentschel, 1912)
- Paracornulum fistulosum Sutcliffe, Hooper & Pitcher, 2010
- Paracornulum sinclairae Bergquist & Fromont, 1988
- Paracornulum strepsichela (Dendy, 1922)